# الهوية المسيحية

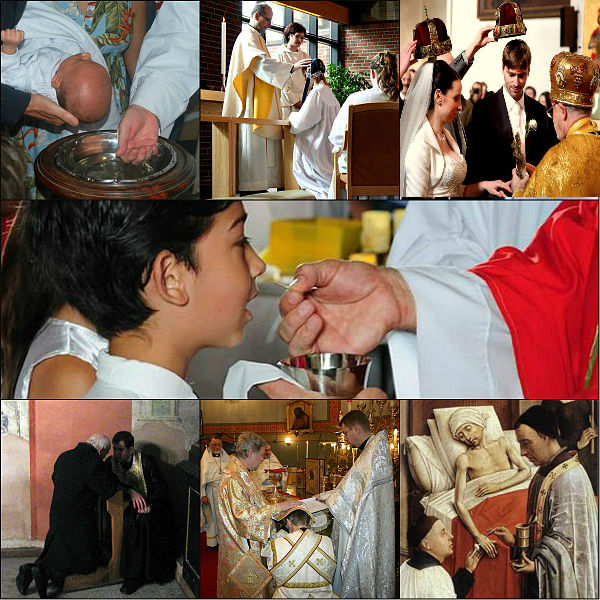
الأسرار السبعة المقدسة التي تشكل جزءًا هامًا من الحياة الدينية المسيحية: المعمودية، الميرون، الزواج، الإفخارستيا، التوبة، الكهنوت ومسحة المرضى.

الهوية المسيحية هي وصف موضوعي أو ذاتي لفرد ما كمسيحي وإلى كونه مسيحيًا. وبموجب التعريف الأوسع، تعريف الهوية المسيحيّة لا يتوقف على عدم اعتبار الشخص كمسيحي من قبل الآخرين، أو من قبل التعاريف التي تتبع القواعد الدينيّة، أو القانونيّة، أو الاجتماعية. الهوية المسيحيّة لا تتوقف فقط على مفهوم العقيدة الدينية.
وفقًا لذلك، يمكن أن تكون الهوية المسيحيّة هوية ثقافيّة أيضًا. الأفراد المرتبطين في الهوية المسيحيّة يمكن أن ينطوي على علاقات مع المجتمع المسيحي. في التقاليد المسيحيّة الرئيسيّة تعتمد تحديد وتعريف مسيحي على طقوس مسيحية دينية وهي طقس المعمودية ويُمّثِل هذا الطقس دخول الإنسان الحياة المسيحية والمجتمع المسيحي. استنادًا للمعتقدات المسيحية عمومًا والكاثوليكية خصوصًا يعتبر العماد ختم أبدي وبالتالي كل شخص نال سر المعمودية يبقى مسيحيًا حتى الممات، بغض النظر عن المعتقدات الشخصية أو مستوى الالتزام الديني. وقد يتماهى الملحدين المسيحيين مع الهوية المسيحيّة ومن أبرز هذه الفئة ريتشارد دوكينز.

## أسس الهوية المسيحية
يمكن فصل الهوية المسيحيّة إلى أربعة أسس منفصلة ومستقلة:
- الانقسامات العرقية: في العديد من الجماعات العرقيّة والإثنيّة تُعتبر المسيحية جزء مركزي في تركيب الهوية الإثنية والوطنيّة لتلك الشعوب ومن بين هذه المجموعات التي ترى المسيحيًّة كجزء من هويتها الثقافية والتاريخيَّة؛ الإثنيات الدينيَّة المسيحيَّة مثل المسيحيون العرب (الروم الأنطاكيون)،[4] والموارنة،[4] والأقباط،[5] والآشوريين والسريان،[6] والأرمن،[7] ومسيحيو مار توما،[8] والأميش،[9] والمينونايت،[10] والمورمون،[11] والهوتريتيون،[12] والأيرلنديون الكاثوليك،[13] وكاثوليك مانغلور وكاثوليك غوان. كما وتملك الشعوب الأرثوذكسيّة في أوروبا الشرقية والبلقان كنائس وطنيَّة وقوميَّة خاصة بها ومنهم الجورجيون،[14] والبيلاروس، والبلغار،[15] واليونانيون،[16] والمقدونيون،[17] والرومانيون، والروس،[18] والصرب،[19] والقبارصة والأوكرانيون.[20] وتُعد الثقافة البروتستانتية بالنسبة لعدد من شعوب أوروبا الشمالية جزء من الهوية الوطنية والشعبيَّة ومنهم الشعب الإنجليزي،[21] والاسكتلنديّ،[22] والأنجلو إيرلندي، والويلزيّ، والسويدي،[23] والفنلندي،[24] والنرويجي،[25] والدنماركي،[26] والألماني،[27] والإستوني،[28] واللاتفي والهولندي وغيرهم. كما وأضحت الثقافة الكاثوليكية الهوية السائدة والموحدة للشعب النمساوي،[29] والإسباني،[30] والبرتغالي، والإيطالي، والفرنسي، والبلجيكي،[31] والكرواتيّ،[32] والآيرلندي، والمجري،[33] والبولندي، إلى جانب الفلبينيون وشعوب أمريكا اللاتينية مثل الأرجنتينيون،[34] والبرازيليون،[35] والكولومبيون، والشعب المكسيكي،[36] وغيرهم من الهسبان والأمريكيين اللاتينيين. وفقًا للمؤرخ الفرنسي فرناند بروديل فالإنسان الأوروبي متدينًا كان أو ملحدًا فإنّ ردود فعله النفسيّة، وسلوكه، وأخلاقيته، ظلت متجذّرة في التّراث المسيحي الذي طبع الحياة الأوروبيّة بطابعه على مدار القرون المتطاولة. وقد وصف المؤرخ بروديل الإنسان الأوروبي على إنّه من «دم مسيحيّ».[37]
- الديانة المسيحية: تشمل الأفراد المسيحيين الذين يتبعون التعاليم الدينية المسيحية والتي تلتزم في التردد والذهاب إلى الكنيسة، والتي لديها مستوى عال من النشاط الروحي والاعتراف بسلطة الكنيسة وتلتزم بمداومة الصلوات التقليدية مثل صلوات الساعات والمسبحة الورديَّة ودرب الصليب ودراسة الكتاب المقدس. فضلًا عن المسيحي الكتابي،[38] والمسيحي المتلزم،[39] ومعتنق المسيحية والمسيحي المؤمن.[40] وتُلقى هذه المصطلحات رواج بين المسيحيين الأصوليين والإنجيليين حيث يعتبرون المسيحي الحق هو الشخص المؤمن بيسوع المسيح ويقبله مخلصًا شخصيًا لنفسه وممارس لدينه بشكل يومي ولا يكفي أن يكون الشخص مولود كمسيحي.
- الثقافة المسيحية: وتشمل المسيحيين الذين في اتصال مع تراثهم الحضاري المسيحي وليس من خلال المعتقدات الدينية وإنما من خلال اللغة والأدب، والتعليم، والفن، والفن المعماري، والموسيقى، والغذاء، والإحتفالات للمسيحيين.[41]
- الإنتماء الطائفي: يؤمن المسيحيون بأنّ «كل معمّد منتمي لكنيسة يسوع المسيح بغض النظر عن المذهب الذي ينادي به أو الطقس الذي يتبعه»،[42][43] الطوائف الأربعة الكبرى التي تشكل 99% من المسيحيين هي، الكنيسة الكاثوليكية،[ملاحظة 1] والكنيسة الأرثوذكسية الشرقية، والكنيسة الأرثوذكسية المشرقية، والكنائس البروتستانتية.[ملاحظة 2][44] تتضمن الطوائف المسيحية الأصغر حجماً كنيسة المشرق[ملاحظة 3] والمسيحية اللا طائفية. هناك أقلية من المسيحيين لاثالوثية،[45] من الناحية التاريخّية كانت من بين أبرز الطوائف المسيحية اللاثالوثية كل من مذهب الآريوسية والأبيونية والكاثار والربوبية المسيحية. أمّا في العصور الحديثة يتوزع المسيحيين اللاثالوثيين على كنيسة يسوع المسيح لقديسي الأيام الأخيرة، وشهود يهوه، والتوحيدية، وكنيسة الوحدة، وجماعة العلم المسيحي والأخوة المسيحية. وتعتبر هذه الكنائس جزء من عائلة الطوائف المسيحيَّة، ويعرف أتباع هذه الكنائس أنفسهم كمسيحيين.

## التعبير عن الهوية المسيحية
يأخذ التعبير عن الهوية المسيحيّة أشكال متعددة مثل الحفاظ على العادات والتقاليد المسيحية المتعلق بالقيم الأسرية، وينظر إلى الحفاظ على العادات والتقاليد بأنها قيم عائلية وتعليمية مهمة، فضلًا عن ذلك قد تعني الهوية المسيحية لبعض المسيحيين أن تكون مسيحيًا هي أن تكون جزء حيوي من الثقافة المحلية المشبعة في المسيحية دون العيش بالضرورة في الالتزام الديني. يظهر ذلك في الدراسة في المدارس والجامعات المسيحية والذهاب إلى الكنيسة في الأعياد الدينية والمناسبات الاجتماعية والعائلية مثل حفلات الزفاف والعماد والجنازة وزيارة قبور الأقارب ووضع رموز دينية مثل الصليب والأيقونات وحمل أسماء مسيحية وممارسة طقوس مثل العماد وأول قربانة والأسرار السبعة المقدسة ورسم إشارة الصليب على الجباه في أربعاء الرماد والاحتفال في الأعياد المسيحية خاصًة العائلية منها مثل عشية عيد الميلاد وتلوين بيض عيد الفصح والمشاركة في التطوافات الدينية مثل تطوافات الأسبوع المقدس أو عادة الصيام عن اللحوم يوم الجمعة أو الصلاة قبل الطعام.
وقد يتم التعبير عن الحفاظ على الهوية المسيحية من خلال الحفاظ على الدراسة في المدارس المسيحية أو الجامعات المسيحية. ويتم التعبير عن الهوية المسيحية من خلال المناسبات الدينية مثل عيد الميلاد حيث يحافظ المسيحيين على مظاهره والتي تكون على شكل إعطاء الهدايا ووضع شجرة الميلاد ووجود شخصية بابا نويل الأسطورية وعشاء الميلاد والاجتماعات العائلية وحضور قداس نصف الليل والتردد على الكنائس.
كما أن بعض المسيحيين يُعَمِّدون أبنائهم باعتباره نوع من القيم التقليدية المسيحية والتي هي جزء من هويتهم الثقافية في حين أن البعض الآخر كشكل عقائدي بحت وللتعبير عن الإيمان في العقائد المسيحية، هذا بالإضافة إلى اعتبارهم الكتاب المقدس والليتورجيا والفن والموسيقى الكنسية جزء من ثقافتهم وقيمهم.

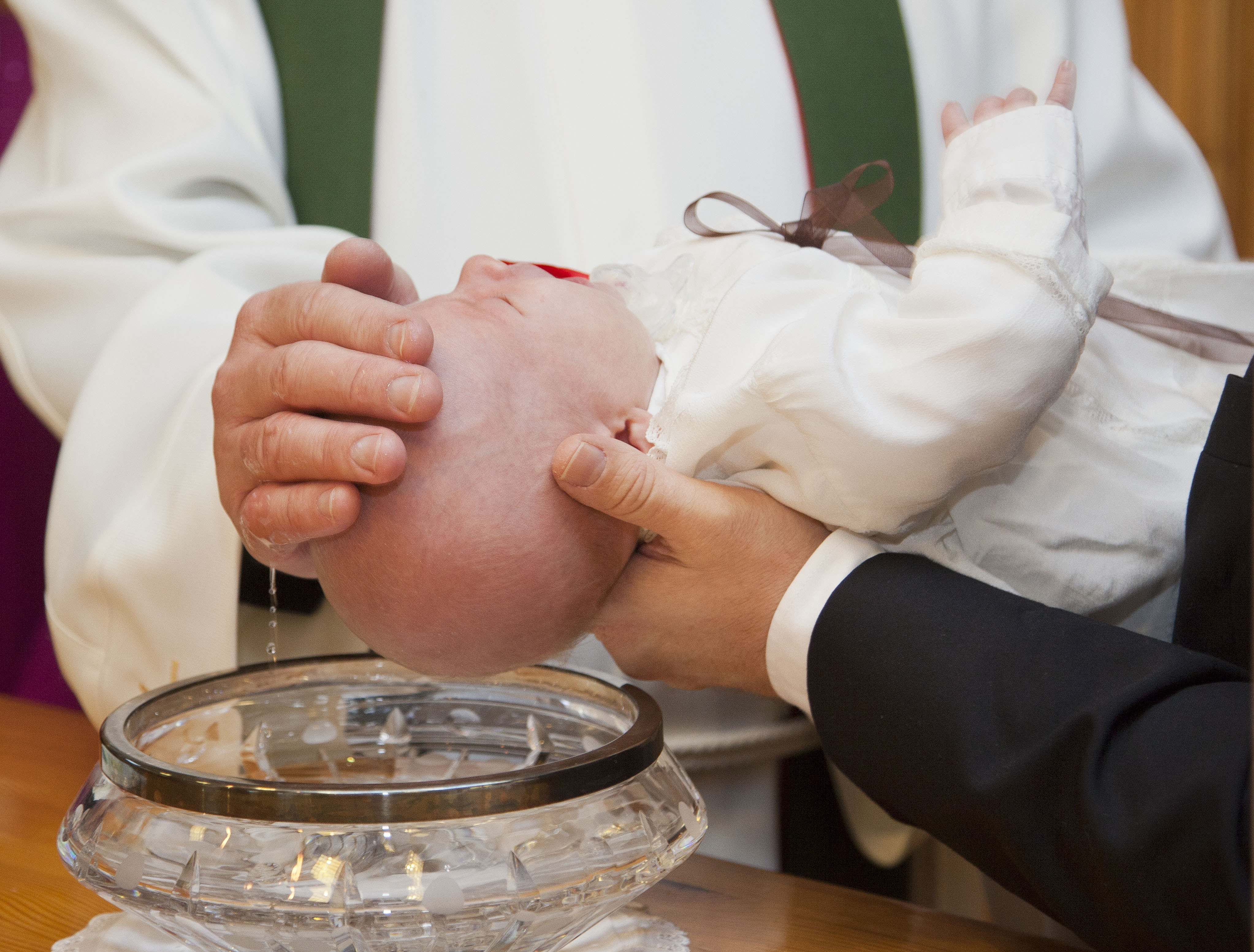
العماد وهو سر دخول المرء في المسيحية
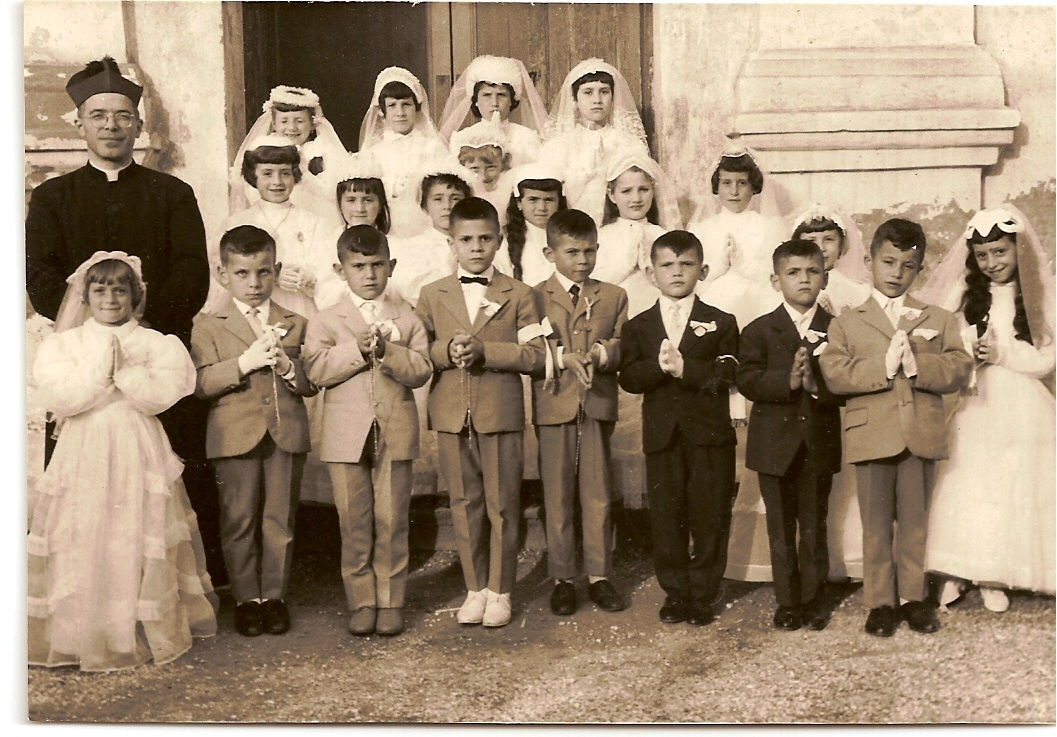
أول قربانة، يتم فيه نيل سر الأفخارستيا ويُعتبر حدث عائلي وديني وثقافي
زفاف في كنيسة حسب الطقوس الأرثوذكسية الشرقية ويتم الزفاف بمباركة رجل الدين
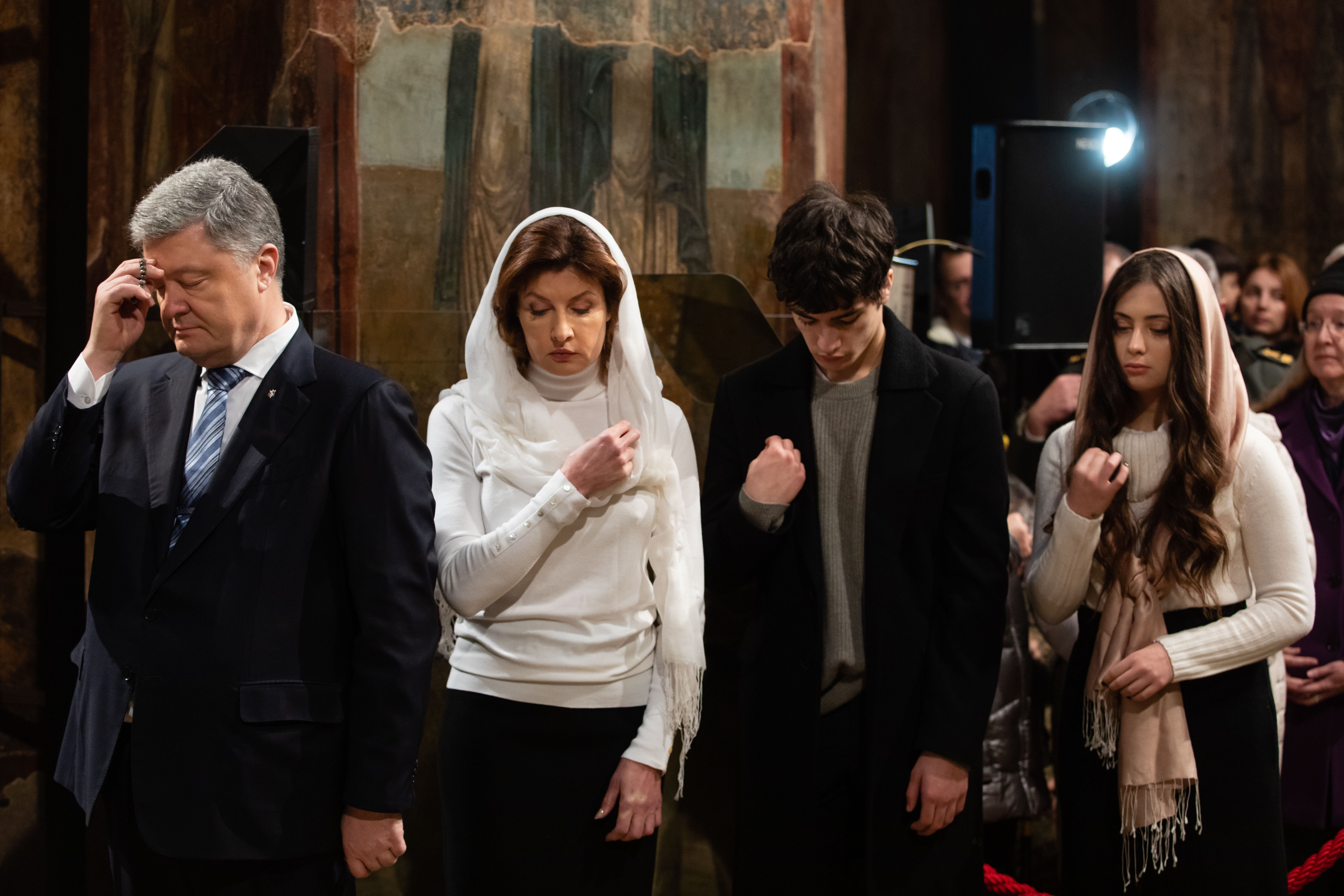
عائلة مسيحية تشارك قداس عشية عيد الميلاد، تحتل الأعياد المسيحية جزء هام من الثقافة الغربية
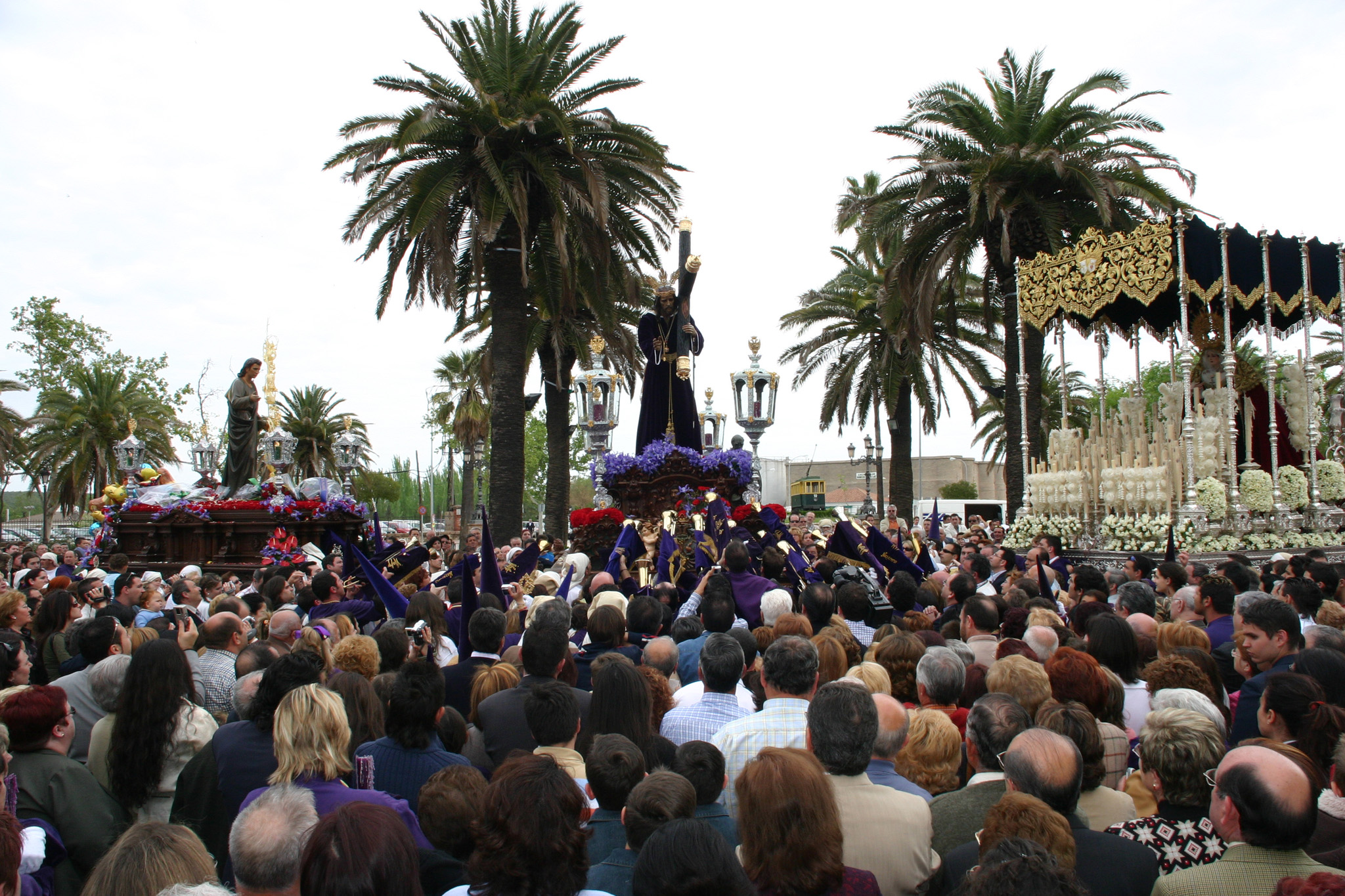
تطواف جمعة الآلام، تعتبر التطوافات جزء من الثقافة المسيحية الشعبية

## حواش
1. ↑   تشمل الكنيسة الرومانية الكاثوليكية (الكنيسة اللاتينية) والكنائس الكاثوليكية الشرقية.
2. ↑   يتوزع البروتستانت بالمجمل على سبعة عائلات وهي الأدفنست، والأنجليكانيّة، والمعمدانيّة، وكنائس الإصلاح (تَشمل الكنيسة الكالفينية والمشيخية والأبرشانيّة) واللوثرية، والميثودية والخمسينية.
3. ↑   تشمل كنيسة المشرق الآشورية وكنيسة المشرق القديمة.